# Villa Nova Atlético Clube
El Villa Nova Atlético Clube es un club de fútbol brasileño ubicado en la ciudad de Nova Lima, en el interior del estado de Minas Gerais. Fue fundado en 1908 y actualmente juega en el Campeonato Mineiro, la primera división del estado de Minas Gerais.
A nivel estatal fue tetracampeón del Campeonato Mineiro de 1932 a 1935 y alcanzó su 5º corona en 1951, también fue campeón de la Taça Minas Gerais de 1977 y 2006, y campeón del Campeonato Mineiro de Interior en los años 1984, 1997, 1998, 1999 y 2013.
A nivel nacional fue campeón de la Serie B del Brasileirão de 1971.

## Entrenadores
- Wagner Oliveira (diciembre de 2008–?)[4]
- Moacir Júnior (julio de 2009–?)[5]
- Wilson Gottardo (diciembre de 2010–abril de 2011)[6][7]
- Rubão (interino- abril de 2011–?)[7]
- Reinaldo Lima (abril de 2012–noviembre de 2012)[8][9]
- Alexandre Barroso (noviembre de 2012–?)
- Guiba (junio de 2015–julio de 2015)[10][11]
- Edilson Rodrigues (interino- julio de 2015–?)[11]
- Leston Júnior (noviembre de 2016–marzo de 2017)[12][13]
- Ito Roque (marzo de 2017–?)[14]
- Fred Pacheco (noviembre de 2018–enero de 2019)[15][16]
- Eugênio Souza (enero de 2019–2019)[17]
- Emerson Ávila (diciembre de 2019–febrero de 2020)[18][19]
- Badico (febrero de 2020–?)[20]
- Vinícius Munhoz (diciembre de 2023–presente)[2]

## Palmarés

### Torneos nacionales
- Serie B (1): 1971

### Torneos estatales
- Campeonato Mineiro (5): 1932, 1933, 1934, 1935 y 1951
- Taça Minas Gerais (2): 1977 y 2006
- Campeonato Mineiro de Futebol do Interior (5): 1984, 1997, 1998, 1999 y 2013
- Campeonato Mineiro Módulo II (2): 1995, 2021